# Pound (filme)
Pound é um filme estadunidense de 1970 dirigido e escrito por Robert Downey, Sr., sendo baseado em The Comeuppance, uma peça da Broadway escrita por Downey em 1961.

## Sinopse
O filme conta a história de dezoito cães (e gatos) que vivem em um lar adotivo. Os animais são interpretados por atores humanos.
Este filme se destaca por ter sido o primeiro em que o filho do diretor, o ator Robert Downey Jr., atuou, quando ele possuía apenas 5 anos de idade. Ele interpretava um filhote, cuja única fala era "Have any hair on your balls?".

## Elenco
- Joe Madden  ...  Coronel
- James Green  ...  Assassino de Honky
- Mariclare Costello  ...  Mulher do Assassino de Honky
- L. Errol Jaye  ...  Chefe da Polícia
- Carolyn Cardwell  ...  Guarda
- Charles Dierkop  ...  Airdale
- Lawrence Wolf  ...  Mexicano sem Cabelo
- Ching Yeh  ...  Gato Siames
- Marshall Efron  ...  Bassê
- Eric Krupnik  ...  Montana Sheepdog
- Elsie Downey  ...  Cadela Vira-Lata
- Chuck Green  ...  Vira-Lata
- Don Calfa  ...  Terrier Italiano
- Stan Gottlieb  ...  Boxer
- Carolyn Groves  ...  Cadela com Pedigree
- Robert Downey Jr. ... Filhote

## Ligação externa
- Pound no EnterPlay